# Oost-Pruisisch voetbalkampioenschap 1908/09
In 1908/09 werd het tweede Oost-Pruisisch voetbalkampioenschap gespeeld, dat georganiseerd werd door de Baltische voetbalbond. 
Voor de start van het seizoen fuseerden FC Prussia 1904 en Sportzirkel Samland Königsberg tot SV Prussia-Samland Königsberg. VfB Königsberg werd opnieuw kampioen en plaatste zich zo voor de Baltische eindronde, waar de club opnieuw BuEV Danzig versloeg. Hierdoor plaatste de club zich voor de eindronde om de Duitse landstitel, waar ze net als vorig jaar tegen Berliner TuFC Viktoria 89 uitgeloot werden. Net als vorig jaar, toen het 0-7 werd, kregen ze ook nu opnieuw een pak slag, het werd 1-12.

## Eindstand
| Plaats | Club                          | Wed. | W | G | V | Saldo | Ptn. |
| ------ | ----------------------------- | ---- | - | - | - | ----- | ---- |
| 1.     | VfB Königsberg                | 4    | 3 | 0 | 1 | 20:5  | 6    |
| 2.     | SV Prussia-Samland Königsberg | 3    | 2 | 0 | 1 | 5:6   | 4    |
| 3.     | SC Ostpreußen Königsberg      | 3    | 0 | 0 | 3 | 1:15  | 0    |

|  | Play-off om de titel |

## Play-off
Heen
VfB scoorde in het eerste kwartier reeds drie keer omdat Prussia-Samland slechts met negen spelers aan de wedstrijd begon, later vervoegden de overige spelers zich bij het team. 
|               |                |        |                               |  |
| 14 maart 1909 | VfB Königsberg | 10 – 2 | SV Prussia-Samland Königsberg |  |
| 14 maart 1909 |                |        |                               |  |

Terug
|               |                |       |                               |  |
| 21 maart 1909 | VfB Königsberg | 4 – 6 | SV Prussia-Samland Königsberg |  |
| 21 maart 1909 |                |       |                               |  |

Beslissende wedstrijd
|              |                |       |                               |  |
| 4 april 1909 | VfB Königsberg | 3 – 1 | SV Prussia-Samland Königsberg |  |
| 4 april 1909 |                |       |                               |  |